# Gauripur
Gauripur (nepalski: गौरीपुर) – gaun wikas samiti we wschodniej części Nepalu w strefie Sagarmatha w dystrykcie Siraha. Według nepalskiego spisu powszechnego z 2001 roku liczył on 424 gospodarstw domowych i 2858 mieszkańców (1400 kobiet i 1458 mężczyzn).